# Hispano-Suiza Carmen
Pour les articles homonymes, voir Hispano-Suiza et Carmen.
L'Hispano-Suiza Carmen est une voiture de sport supercar électrique GT, du constructeur automobile espagnol Hispano-Suiza. Présentée au salon international de l'automobile de Genève 2019, elle est fabriquée à 19 exemplaires au prix de plus de 1,5 million d'euros l'unité.

## Historique
Le design néo-rétro-futuriste de la carrosserie est inspiré des lignes du modèle unique d'exception Hispano-Suiza H6-C Dubonnet Xenia de 1938, du designer Jacques Saoutchik, sur un châssis monocoque en fibre de carbone, avec calandre chromée, portières en élytre, arrière fastback, roues carénées, tableau de bord numérique, et habillage luxueux en cuir, alcantara, bois, aluminium, et fibre de carbone,...

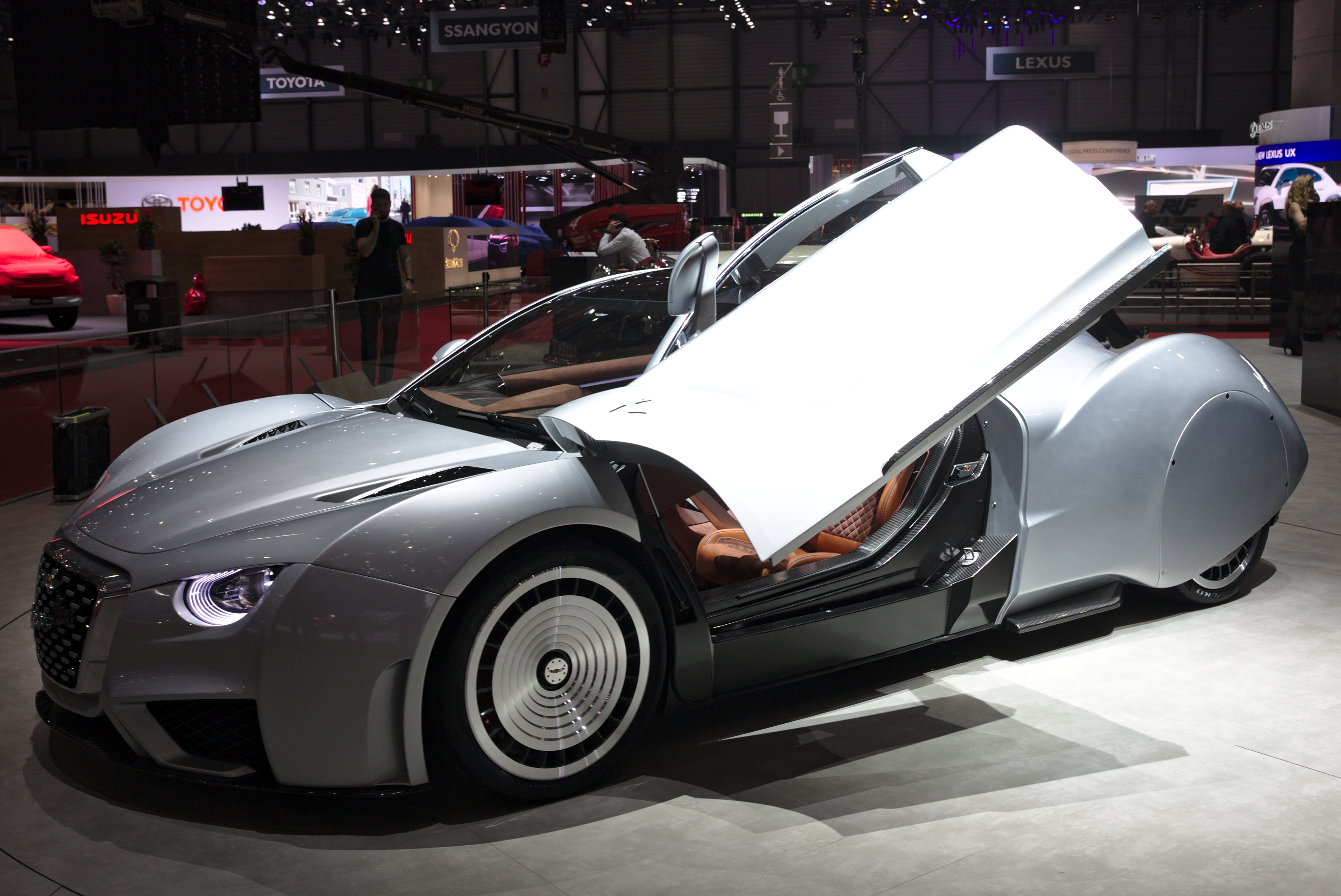
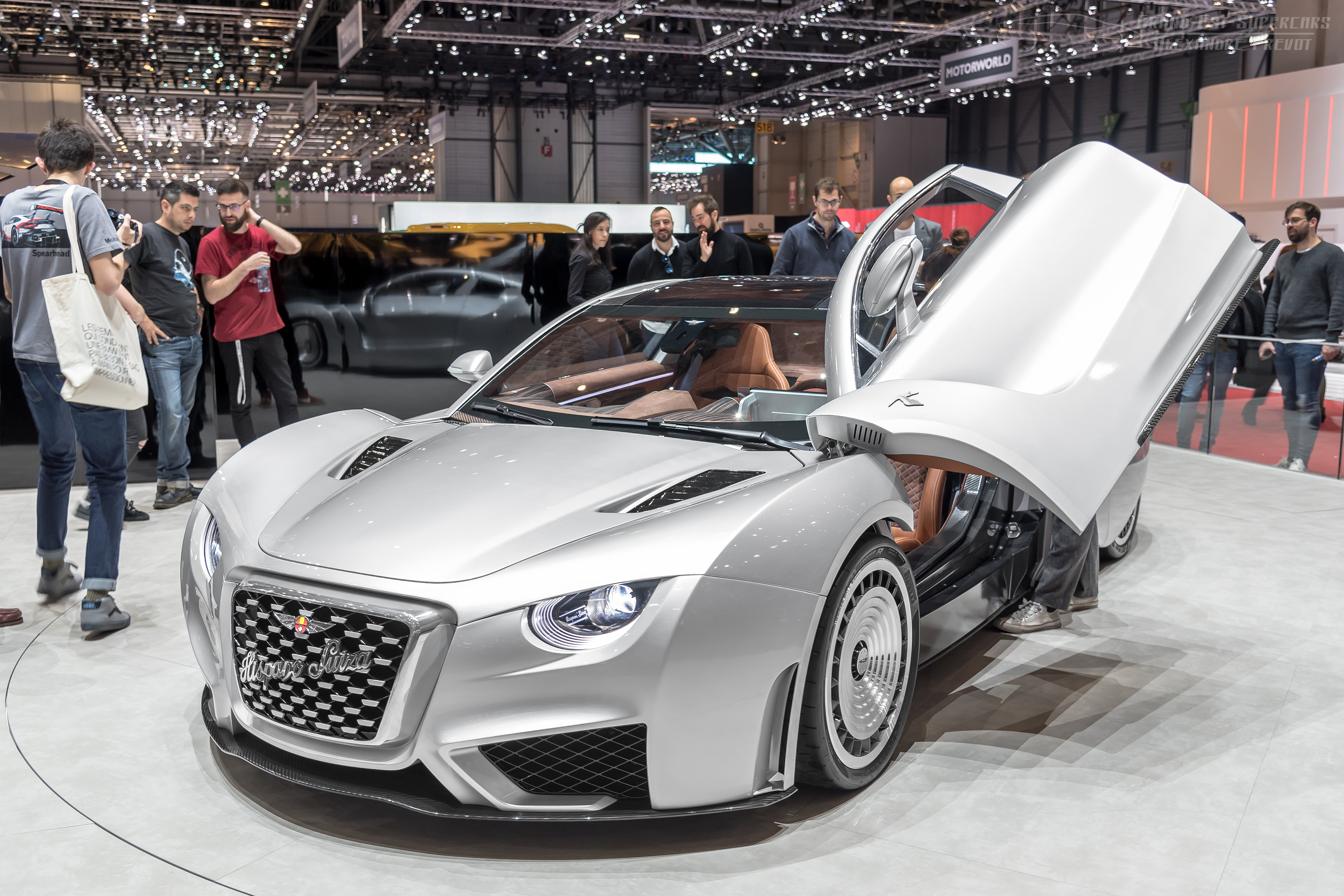
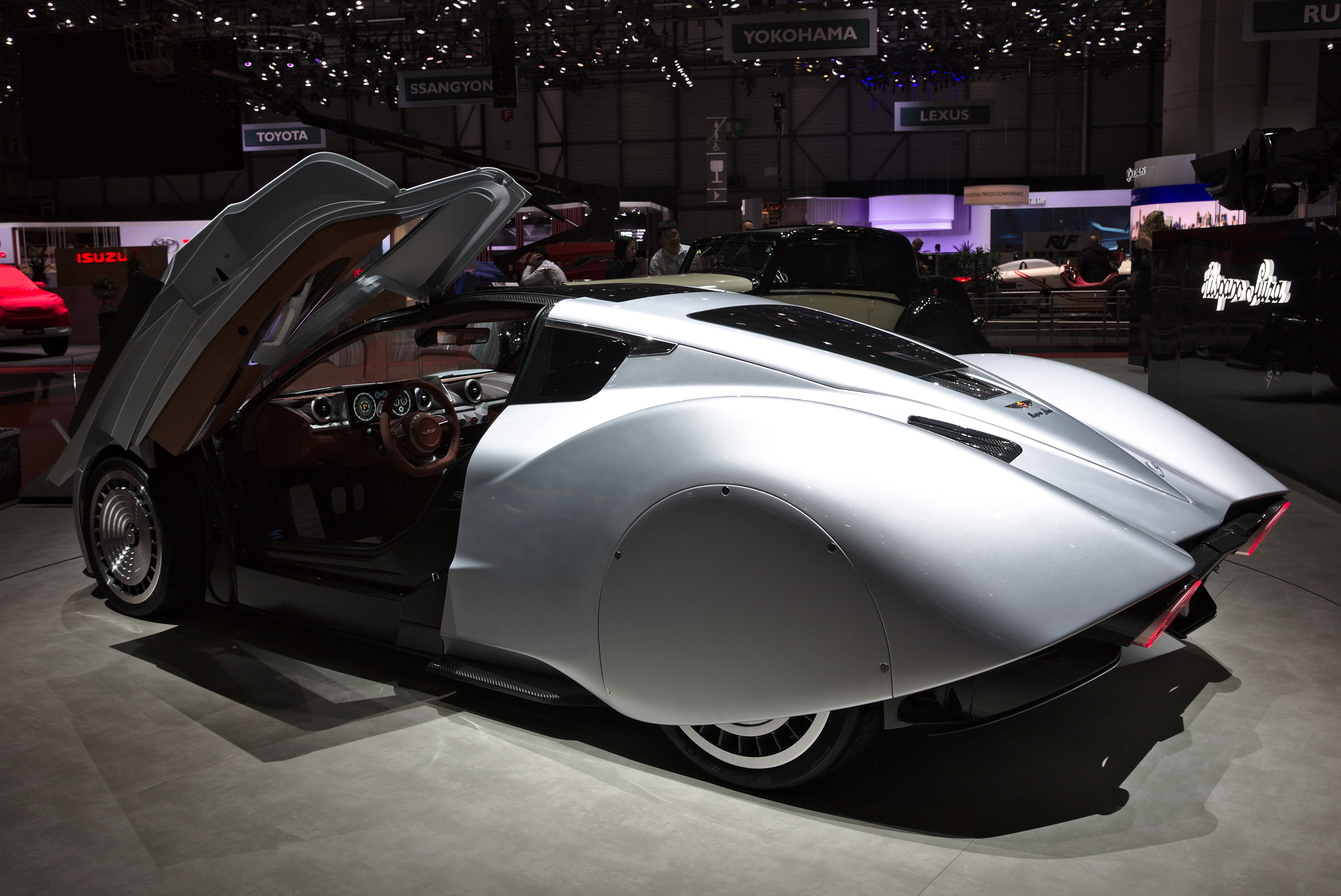

Elle est motorisée par deux moteurs électriques de 1019 ch (sur les roues arrière) pour une vitesse de pointe bridée à 250 km/h, un 0 à 100 km/h en moins de 3s, et des batteries d'une capacité de 80 kWh pour 400 km d'autonomie. 

Hispano-Suiza H6-C Dubonnet Xenia Saoutchik de 1938, collection Peter Mullin
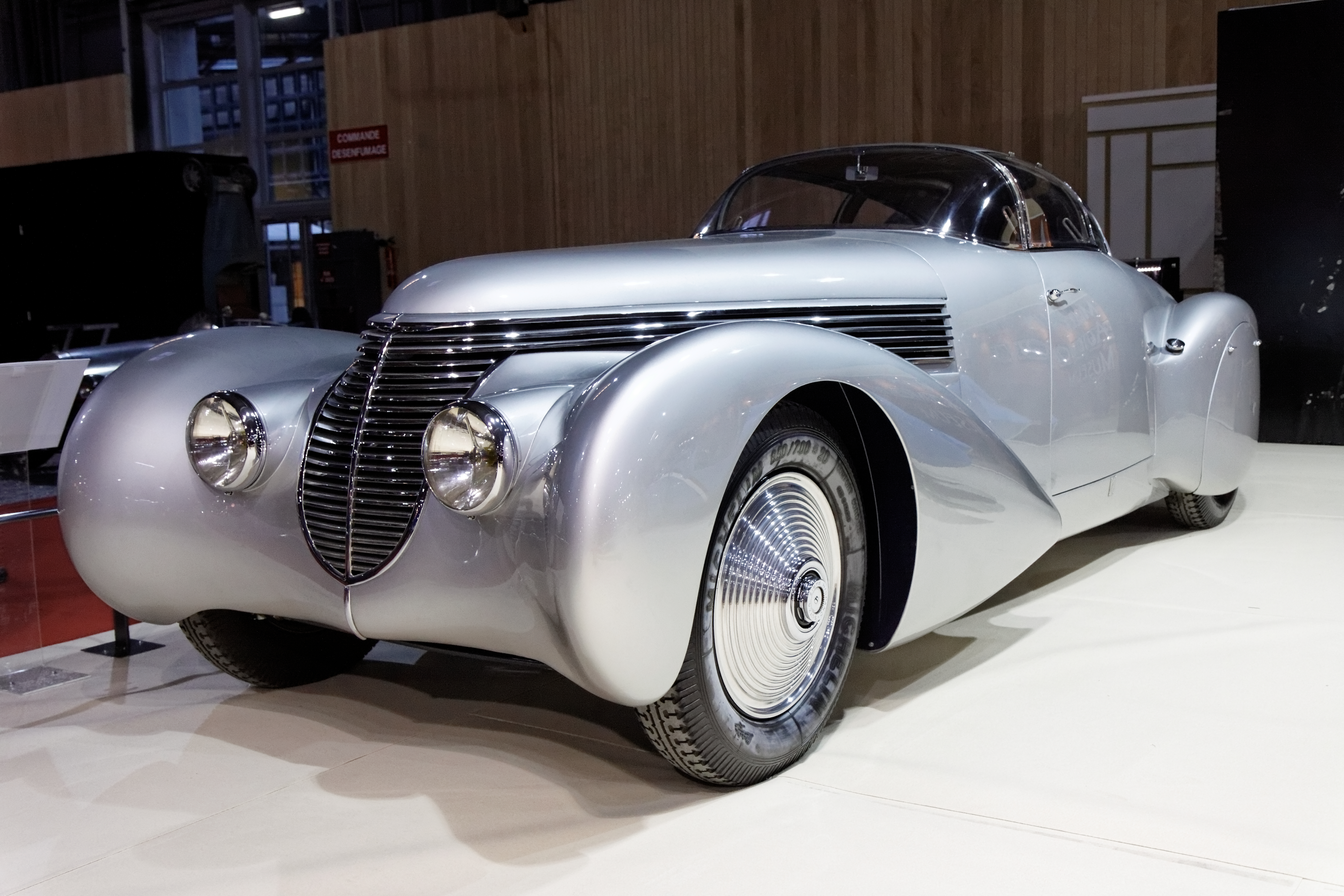
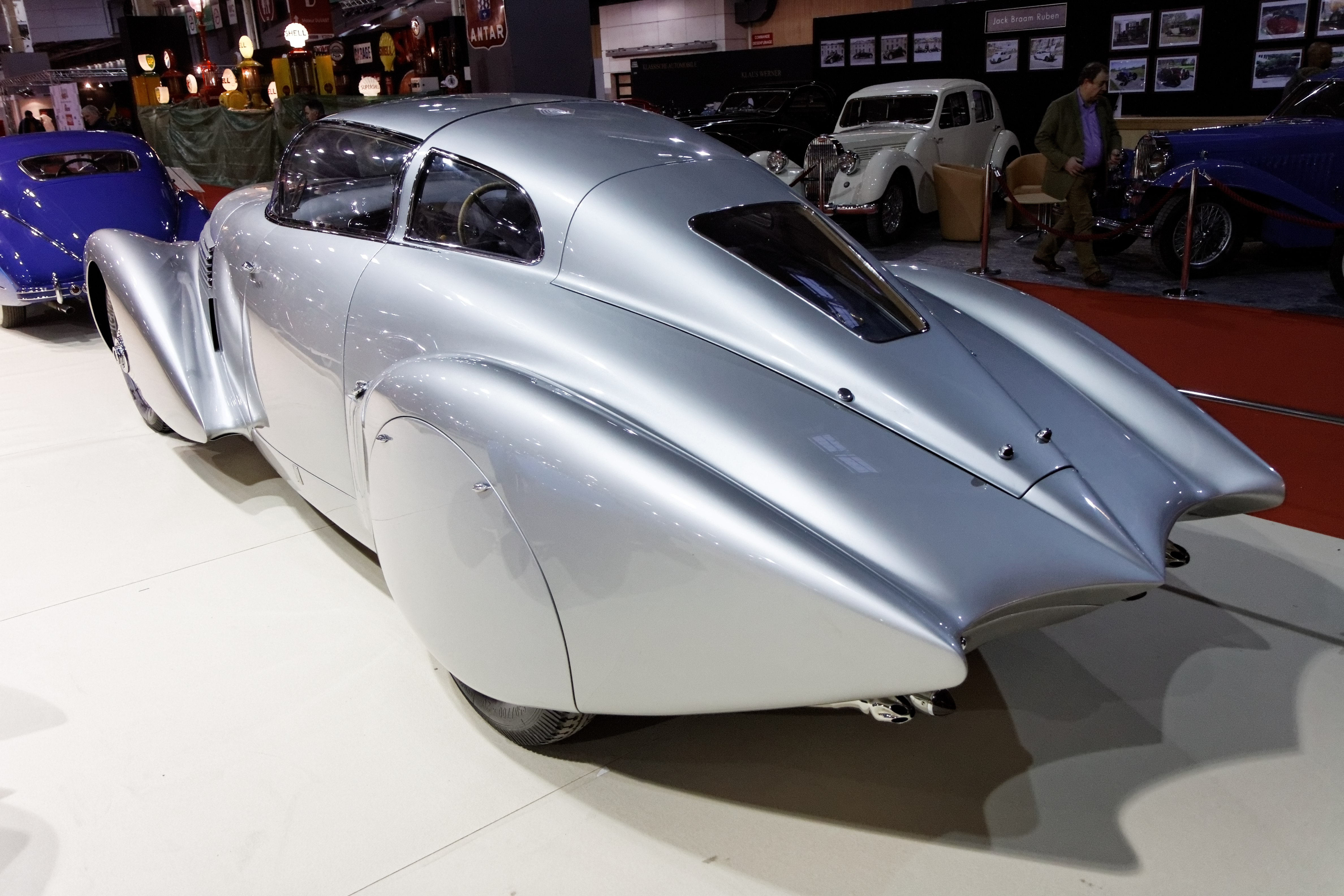
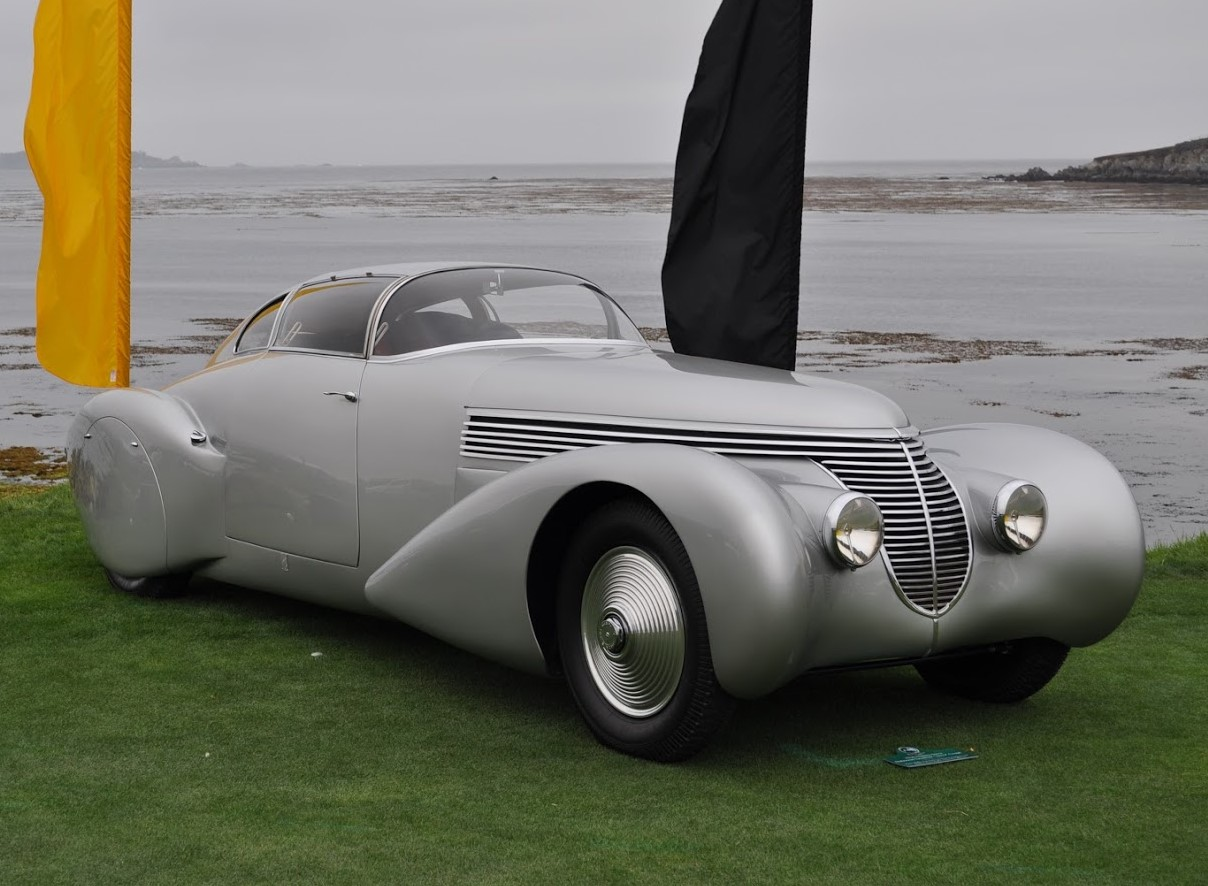

Fabriquée artisanalement à l'unité à Barcelone, elle est baptisée en hommage à Carmen Mateu (1936-2018, mère de Miguel Suqué Mateu, dirigeant héritier de la société, et petite-fille de Damià Mateu i Bisa, cofondateur en 1904 de la prestigieuse industrie Hispano-Suiza d'avions et de voitures, avec Marc Birkigt et Francisco Seix Zaya). 